# Società Sportiva Calcio Napoli 1999-2000
Questa voce raccoglie le informazioni riguardanti la Società Sportiva Calcio Napoli nelle competizioni ufficiali della stagione 1999-2000.

## Stagione
La mancata promozione in Serie A dell'anno precedente non fece altro che peggiorare la situazione economica della società. Tuttavia, l'azionista di maggioranza Corrado Ferlaino riuscì a costruire una squadra competitiva per la categoria. Come allenatore venne scelto Walter Novellino il quale, l'anno prima, era riuscito a ottenere una miracolosa salvezza in Serie A con il Venezia. La società decise di privarsi di alcuni calciatori che non avevano reso nelle stagioni precedenti, come Fabio Rossitto ceduto alla Fiorentina, e Roberto Murgita al Ravenna; lasciò inoltre la squadra, in direzione Firenze, anche Giuseppe Taglialatela dopo anni di fedele militanza in azzurro.
Arrivarono all'ombra del Vesuvio calciatori giovani e di sicuro avvenire, come l'attaccante Roberto Stellone dal Lecce, e il terzino, futuro campione del mondo, Massimo Oddo arrivato in comproprietà dal Milan. Ma a mettersi in luce fu soprattutto il confermato Stefan Schwoch, arrivato da Venezia durante il mercato di gennaio della stagione precedente: l'attaccante altoatesino divenne idolo incontrastato del San Paolo, segnando 22 reti in campionato e trascinando il Napoli alla promozione.
I partenopei infatti, dopo un incerto inizio con quindici punti in dieci partite, fra cui una pesante sconfitta a Treviso per 5-1, riuscirono a ingranare la marcia nella seconda parte di stagione. Nel girone di ritorno gli azzurri vinsero alcuni scontri diretti decisivi, come il 2-0 a domicilio rifilato alla Sampdoria e la vittoria al San Paolo per 3-0 sul Brescia, che spinsero il Napoli verso una promozione arrivata matematicamente il 4 giugno 2000 sul campo della Pistoiese, grazie a una rete del solito Schwoch: dopo due stagioni d'assenza, i campani tornarono dunque nella massima serie.
Nel frattempo vi furono importanti novità anche a livello societario: per far fronte all'incombenza debitoria sempre più pressante, Ferlaino decise di aprire all'ingresso di nuovi soci, con l'imprenditore bresciano Giorgio Corbelli il quale rilevò la metà del pacchetto azionario del club. Tuttavia la "doppia presidenza" porterà il Napoli verso il definitivo dissesto.

## Divise e sponsor
Lo sponsor tecnico è Nike, mentre lo sponsor principale è Birra Peroni.
| Casa | Trasferta | Terza divisa |

## Organigramma societario

### Dirigenza
- Azionista di riferimento: Corrado Ferlaino
- Amministratore Unico: Federico Scalingi
- Coordinatore Tecnico: Filippo Fusco
- Direttore Sportivo: Francesco Grillo
- Responsabile Settore Giovanile: Vincenzo Montefusco
- Responsabile Ufficio Stampa: Carlo Iuliano
- Segretario Sportivo: Alberto Vallefuoco

### Staff tecnico
- Allenatore: Walter Novellino
- Allenatore in seconda: Lorenzo Di Iorio e Mauro Amenta
- Preparatore atletico: Ferretto Ferretti
- Medico sociale: Pasquale Russo
- Massaggiatori: Salvatore Carmando e Antonio Bellofiore

## Rosa
| N. |                   | Ruolo | Calciatore                   |
| -- | ----------------- | ----- | ---------------------------- |
| 1  | Italia (bandiera) | P     | Luca Mondini                 |
| 2  | Italia (bandiera) | D     | Massimo Oddo                 |
| 3  | Italia (bandiera) | D     | Mauro Facci                  |
| 4  | Italia (bandiera) | C     | Emiliano Bigica              |
| 5  | Italia (bandiera) | D     | Alessandro Sbrizzo           |
| 6  | Italia (bandiera) | D     | Giovanni Lopez               |
| 7  | Italia (bandiera) | C     | Francesco Turrini            |
| 8  | Italia (bandiera) | C     | Cristiano Scapolo            |
| 9  | Italia (bandiera) | A     | Stefan Schwoch               |
| 10 | Italia (bandiera) | A     | Claudio Bellucci             |
| 11 | Italia (bandiera) | C     | Giuseppe Alessi              |
| 12 | Italia (bandiera) | P     | Ferdinando Coppola           |
| 13 | Italia (bandiera) | D     | Paolo Cannavaro              |
| 13 | Italia (bandiera) | C     | Antonino Asta                |
| 14 | Italia (bandiera) | D     | Massimo Russo                |
| 15 | Italia (bandiera) | D     | Francesco Baldini (capitano) |
| 16 | Italia (bandiera) | D     | Gennaro Scarlato             |

| N. |                      | Ruolo | Calciatore            |
| -- | -------------------- | ----- | --------------------- |
| 17 | Italia (bandiera)    | C     | Salvatore Miceli      |
| 18 | Italia (bandiera)    | C     | Giorgio Lucenti       |
| 19 | Italia (bandiera)    | D     | Nicola Mora           |
| 20 | Brasile (bandiera)   | C     | Matuzalém             |
| 21 | Italia (bandiera)    | D     | Emanuele Troise       |
| 22 | Italia (bandiera)    | A     | Roberto Stellone      |
| 23 | Italia (bandiera)    | D     | Stefano Lombardi      |
| 24 | Argentina (bandiera) | A     | Gabriel Bordi         |
| 25 | Italia (bandiera)    | C     | Anselmo Robbiati      |
| 26 | Italia (bandiera)    | D     | Luigi Malafronte      |
| 27 | Italia (bandiera)    | P     | Raffaele Gragnaniello |
| 28 | Italia (bandiera)    | C     | Roberto Goretti       |
| 30 | Italia (bandiera)    | P     | Alessio Bandieri      |
| 32 | Italia (bandiera)    | C     | Oscar Magoni          |
| 33 | Norvegia (bandiera)  | D     | Steinar Nilsen        |
| 77 | Argentina (bandiera) | A     | Luciano Galletti      |

## Calciomercato

### Sessione estiva(dall'1/7 al 30/9)
| Acquisti | Acquisti         | Acquisti   | Acquisti          |
| R.       | Nome             | da         | Modalità          |
| -------- | ---------------- | ---------- | ----------------- |
| P        | Alessio Bandieri | Venezia    | definitivo        |
| D        | Stefano Lombardi | Lazio      | definitivo        |
| D        | Massimo Oddo     | Milan      | compartecipazione |
| C        | Emiliano Bigica  | Fiorentina | definitivo        |
| C        | Giorgio Lucenti  | Roma       | compartecipazione |
| C        | Matuzalém        | Parma      | compartecipazione |
| C        | Salvatore Miceli | Venezia    | prestito          |
| A        | Gabriel Bordi    | All Boys   | definitivo        |
| A        | Anselmo Robbiati | Fiorentina | definitivo        |
| A        | Roberto Stellone | Lecce      | definitivo        |

| Cessioni | Cessioni              | Cessioni              | Cessioni      |
| R.       | Nome                  | a                     | Modalità      |
| -------- | --------------------- | --------------------- | ------------- |
| P        | Giuseppe Taglialatela | Fiorentina            | definitivo    |
| P        | Luca Mondini          | Lazio                 | prestito      |
| D        | Daniele Daino         | Milan                 | fine prestito |
| D        | Davide Mezzanotti     | Pescara               | definitivo    |
| D        | Emanuele Pesaresi     | Sampdoria             | fine prestito |
| D        | Raffaele Sergio       | Benevento             | definitivo    |
| C        | Luca Altomare         | Cosenza               | definitivo    |
| C        | Massimiliano Esposito | Perugia               | definitivo    |
| C        | Thorsten Flick        | Eintracht Francoforte | fine prestito |
| C        | Angelo Paradiso       | Lecce                 | definitivo    |
| C        | Fabio Rossitto        | Fiorentina            | definitivo    |
| C        | Igor' Šalimov         |                       | fine carriera |
| C        | Sebastiano Vecchiola  | Ravenna               | definitivo    |
| A        | Roberto Murgita       | Ravenna               | definitivo    |

### Sessione invernale(dal 2/1 al 31/1)
| Acquisti | Acquisti         | Acquisti         | Acquisti          |
| R.       | Nome             | da               | Modalità          |
| -------- | ---------------- | ---------------- | ----------------- |
| C        | Antonino Asta    | Torino           | compartecipazione |
| A        | Luciano Galletti | Estudiantes (LP) | prestito          |

| Cessioni | Cessioni         | Cessioni  | Cessioni          |
| R.       | Nome             | a         | Modalità          |
| -------- | ---------------- | --------- | ----------------- |
| D        | Luigi Malafronte | Benevento | definitivo        |
| C        | Roberto Goretti  | Bologna   | definitivo        |
| A        | Gennaro Scarlato | Torino    | compartecipazione |

## Risultati

### Serie B

#### Girone di andata
| Arbitro: | Borriello (Mantova) |

|                    |           |             |
| Turrini 63’ (rig.) | Marcatori | 21’ Murgita |

| Monza 5 settembre 1999 2ª giornata | Monza           | 0 – 0 referto | Napoli | Stadio Brianteo (8 657 spett.)\| Arbitro: \| Braschi (Prato) \| |
| Arbitro:                           | Braschi (Prato) |               |        |                                                                 |

| Arbitro: | Castellani (Verona) |

|                                           |           |  |
| Schwoch 54’ Lucenti 59’ Stellone 77’, 87’ | Marcatori |  |

| Arbitro: | Bonfrisco (Monza) |

|          |           |  |
| Doni 68’ | Marcatori |  |

| Arbitro: | Preschern (Mestre) |

|                                |           |            |
| Schwoch 65’ Turrini 80’ (rig.) | Marcatori | 17’ Dicara |

| Arbitro: | Tombolini (Ancona) |

|             |           |             |
| Guidoni 80’ | Marcatori | 44’ Schwoch |

| Arbitro: | Saccani (Mantova) |

|                                 |           |                                     |
| Oddo 51’ Schwoch 57’ Magoni 62’ | Marcatori | 61’ (rig.) Zanchetta 78’ F. Cossato |

| Arbitro: | Pirrone (Messina) |

|                                                      |           |                    |
| Pizzi 8’, 81’ Toni 52’ (rig.), 68’ L. Beghetto 45+2’ | Marcatori | 79’ (rig.) Schwoch |

| Arbitro: | Rosetti (Torino) |

|                          |           |                   |
| Teodorani 7’ Miccoli 18’ | Marcatori | 34’, 60’ Robbiati |

| Arbitro: | Tombolini (Ancona) |

|             |           |             |
| Schwoch 27’ | Marcatori | 44’ Gregori |

| Arbitro: | Borriello (Mantova) |

|  |           |             |
|  | Marcatori | 83’ Schwoch |

| Arbitro: | Rodomonti (Teramo) |

|            |           |  |
| Schwoch 9’ | Marcatori |  |

| Arbitro: | Bertini (Arezzo) |

|                |           |  |
| Gioacchini 57’ | Marcatori |  |

| Arbitro: | Trentalange (Torino) |

|             |           |  |
| Schwoch 12’ | Marcatori |  |

| Arbitro: | Cesari (Genova) |

|  |           |                                                 |
|  | Marcatori | 23’, 48’ Schwoch 41’ C. Bellucci 90+3’ Stellone |

| Arbitro: | Rodomonti (Teramo) |

|                 |           |            |
| C. Bellucci 62’ | Marcatori | 2’ Scienza |

| Arbitro: | Cassarà (Palermo) |

|                               |           |              |
| Bonazzoli 18’ Hübner 46’, 70’ | Marcatori | 66’ Stellone |

| Napoli 9 gennaio 2000 18ª giornata | Napoli             | 0 – 0 referto | Pistoiese | Stadio San Paolo (21 225 spett.)\| Arbitro: \| De Santis (Tivoli) \| |
| Arbitro:                           | De Santis (Tivoli) |               |           |                                                                      |

| Arbitro: | Paparesta (Bari) |

|  |           |             |
|  | Marcatori | 53’ Lucenti |

#### Girone di ritorno
| Ravenna 23 gennaio 2000 20ª giornata | Ravenna          | 0 – 0 referto | Napoli | Stadio Bruno Benelli (5 913 spett.)\| Arbitro: \| Rosetti (Torino) \| |
| Arbitro:                             | Rosetti (Torino) |               |        |                                                                       |

| Arbitro: | Gabriele (Frosinone) |

|                      |           |                        |
| C. Bellucci 27’, 54’ | Marcatori | 28’ Mazzeo 76’ Ambrosi |

| Arbitro: | Cassarà (Palermo) |

|                                      |           |                         |
| Rachini 7’ Chianese 57’ Koloušek 66’ | Marcatori | 18’ Turrini 19’ Schwoch |

| Arbitro: | Cesari (Genova) |

|              |           |  |
| Stellone 10’ | Marcatori |  |

| Arbitro: | De Santis (Tivoli) |

|                                     |           |  |
| Comandini 20’, 64’ (rig.) Zauli 51’ | Marcatori |  |

| Arbitro: | Braschi (Prato) |

|                               |           |          |
| Stellone 21’ Lucenti 24’, 39’ | Marcatori | 6’ Rossi |

| Arbitro: | Cassarà (Palermo) |

|                     |           |                          |
| D. Franceschini 90’ | Marcatori | 45’ Stellone 78’ Lucenti |

| Arbitro: | Nucini (Bergamo) |

|                         |           |                                         |
| Schwoch 12’, 67’ (rig.) | Marcatori | 9’ L. Beghetto 63’ Crovari 83’ Ballarin |

| Arbitro: | Guiducci (Arezzo) |

|                          |           |  |
| Stellone 17’ Schwoch 34’ | Marcatori |  |

| Arbitro: | Pellegrino (Barcellona Pozzo di Gotto) |

|             |           |             |
| Allegri 72’ | Marcatori | 50’ Schwoch |

| Arbitro: | Pirrone (Messina) |

|            |           |          |
| Mora 45+2’ | Marcatori | 9’ Greco |

| Arbitro: | Braschi (Prato) |

|  |           |                             |
|  | Marcatori | 42’ Asta 69’ (rig.) Schwoch |

| Arbitro: | Cassarà (Palermo) |

|              |           |  |
| Galletti 84’ | Marcatori |  |

| Arbitro: | Racalbuto (Gallarate) |

|                                            |           |                    |
| Marchionni 6’, 36’ Saudati 63’, 90’ (rig.) | Marcatori | 82’ (rig.) Schwoch |

| Arbitro: | Paparesta (Bari) |

|                                    |           |               |
| Schwoch 45+1’ (rig.), 63’ Asta 77’ | Marcatori | 85’ Garavelli |

| Arbitro: | Preschern (Mestre) |

|                     |           |                              |
| Pancu 26’ Taldo 65’ | Marcatori | 67’ C. Bellucci 68’ Stellone |

| Arbitro: | Rodomonti (Teramo) |

|                                                |           |  |
| Stellone 9’ Schwoch 32’ (rig.) C. Bellucci 84’ | Marcatori |  |

| Arbitro: | Cesari (Genova) |

|  |           |             |
|  | Marcatori | 25’ Schwoch |

| Arbitro: | Bonfrisco (Monza) |

|              |           |                                   |
| Galletti 80’ | Marcatori | 30’, 61’ Carparelli 90’ Francioso |

### Coppa Italia

#### Turno preliminare - Girone 6
| Arbitro: | De Santis (Tivoli) |

|                     |           |  |
| Di Michele 37’, 75’ | Marcatori |  |

| Arbitro: | Bolognino (Milano) |

|              |           |             |
| Lombardi 87’ | Marcatori | 72’ Comazzi |

| Arbitro: | Treossi (Forlì) |

|               |           |                               |
| Bonfiglio 58’ | Marcatori | 40’ Stellone 67’, 78’ Schwoch |

| Arbitro: | N. Ayroldi (Molfetta) |

|                                 |           |  |
| Schwoch 41’ (rig.) Scarlato 89’ | Marcatori |  |

| Arbitro: | P. Rossi (Ciampino) |

|                                     |           |  |
| Lucenti 39’ Schwoch 45’ Turrini 67’ | Marcatori |  |

| Arbitro: | Trentalange (Torino) |

|              |           |                         |
| De Zerbi 77’ | Marcatori | 40’ Robbiati 82’ Miceli |

#### Secondo turno
| Arbitri: | Farina (Novi Ligure) Serena (Bassano del Grappa) |

|               |           |  |
| Scapolo 90+2’ | Marcatori |  |

| Arbitri: | P. Rossi (Ciampino) Pellegrino (Barcellona Pozzo di Gotto) |

|                  |           |              |
| D. Andersson 56’ | Marcatori | 79’ Robbiati |

#### Ottavi di finale
| Arbitri: | Collina (Viareggio) Tombolini (Ancona) |

|                    |           |                                |
| Turrini 34’ (rig.) | Marcatori | 18’ Inzaghi 29’, 79’ Kovačević |

| Arbitri: | Racalbuto (Gallarate) Guiducci (Arezzo) |

|              |           |  |
| Esnáider 26’ | Marcatori |  |

## Statistiche

### Statistiche di squadra
| Competizione | Punti | In casa | In casa | In casa | In casa | In casa | In casa | In trasferta | In trasferta | In trasferta | In trasferta | In trasferta | In trasferta | Totale | Totale | Totale | Totale | Totale | Totale | DR  |
| Competizione | Punti | G       | V       | N       | P       | Gf      | Gs      | G            | V            | N            | P            | Gf           | Gs           | G      | V      | N      | P      | Gf     | Gs     | DR  |
| ------------ | ----- | ------- | ------- | ------- | ------- | ------- | ------- | ------------ | ------------ | ------------ | ------------ | ------------ | ------------ | ------ | ------ | ------ | ------ | ------ | ------ | --- |
| Serie B      | 63    | 19      | 11      | 6       | 2       | 33      | 17      | 19           | 6            | 6            | 7            | 22           | 27           | 38     | 17     | 12     | 9      | 55     | 44     | +11 |
| Coppa Italia | -     | 5       | 3       | 1       | 1       | 8       | 4       | 5            | 2            | 1            | 2            | 6            | 6            | 10     | 5      | 2      | 3      | 14     | 10     | +4  |
| Totale       | -     | 24      | 14      | 7       | 3       | 41      | 21      | 24           | 8            | 7            | 9            | 28           | 33           | 48     | 22     | 14     | 12     | 69     | 54     | +15 |

### Andamento in campionato
| Giornata  | 1 | 2 | 3 | 4 | 5 | 6 | 7 | 8 | 9 | 10 | 11 | 12 | 13 | 14 | 15 | 16 | 17 | 18 | 19 | 20 | 21 | 22 | 23 | 24 | 25 | 26 | 27 | 28 | 29 | 30 | 31 | 32 | 33 | 34 | 35 | 36 | 37 | 38 |
| --------- | - | - | - | - | - | - | - | - | - | -- | -- | -- | -- | -- | -- | -- | -- | -- | -- | -- | -- | -- | -- | -- | -- | -- | -- | -- | -- | -- | -- | -- | -- | -- | -- | -- | -- | -- |
| Luogo     | C | T | C | T | C | T | C | T | T | C  | T  | C  | T  | C  | T  | C  | T  | C  | T  | T  | C  | T  | C  | T  | C  | T  | C  | C  | T  | C  | T  | C  | T  | C  | T  | C  | T  | C  |
| Risultato | N | N | V | P | V | N | V | P | N | N  | V  | V  | P  | V  | V  | N  | P  | N  | V  | N  | N  | P  | V  | P  | V  | V  | P  | V  | N  | N  | V  | V  | P  | V  | N  | V  | V  | P  |

Legenda:

Luogo: C = Casa; T = Trasferta. Risultato: V = Vittoria; N = Pareggio; P = Sconfitta.

### Statistiche dei giocatori
In corsivo i giocatori ceduti a stagione in corso.
| Giocatore       | Serie B  | Serie B | Serie B     | Serie B    | Coppa Italia | Coppa Italia | Coppa Italia | Coppa Italia | Totale   | Totale | Totale      | Totale     |
| Giocatore       | Presenze | Reti    | Ammonizioni | Espulsioni | Presenze     | Reti         | Ammonizioni  | Espulsioni   | Presenze | Reti   | Ammonizioni | Espulsioni |
| --------------- | -------- | ------- | ----------- | ---------- | ------------ | ------------ | ------------ | ------------ | -------- | ------ | ----------- | ---------- |
| G. Alessi       | 3        | 0       | 0           | 0          | 4            | 0            | 0            | 0            | 7        | 0      | 0           | 0          |
| A. Asta         | 15       | 2       | 1           | 0          | 0            | 0            | 0            | 0            | 15       | 2      | 1           | 0          |
| F. Baldini      | 10       | 0       | 0           | 0          | 1            | 0            | 0            | 0            | 11       | 0      | 0           | 0          |
| A. Bandieri     | 22       | -24     | 1           | 0          | 8            | -7           | 0            | 0            | 30       | -31    | 1           | 0          |
| C. Bellucci     | 20       | 6       | 1           | 0          | 2            | 0            | 0            | 0            | 22       | 6      | 1           | 0          |
| E. Bigica       | 2        | 0       | 1           | 0          | 1            | 0            | 0            | 0            | 3        | 0      | 1           | 0          |
| G. Bordi        | 2        | 0       | 0           | 0          | 2            | 0            | 0            | 0            | 4        | 0      | 0           | 0          |
| F. Coppola      | 16       | -20     | 0           | 0          | 1            | -1           | 0            | 0            | 17       | -21    | 0           | 0          |
| M. Facci        | 0        | 0       | 0           | 0          | 0            | 0            | 0            | 0            | 0        | 0      | 0           | 0          |
| L. Galletti     | 11       | 2       | 2           | 0          | 0            | 0            | 0            | 0            | 11       | 2      | 2           | 0          |
| R. Goretti      | 5        | 0       | 0           | 0          | 5            | 0            | 0            | 0            | 10       | 0      | 0           | 0          |
| R. Gragnaniello | 0        | 0       | 0           | 0          | 0            | 0            | 0            | 0            | 0        | 0      | 0           | 0          |
| S. Lombardi     | 19       | 0       | 6           | 0          | 9            | 1            | 0            | 0            | 28       | 1      | 6           | 0          |
| G. Lopez        | 22       | 0       | 4           | 1          | 7            | 0            | 0            | 0            | 29       | 0      | 4           | 1          |
| G. Lucenti      | 36       | 5       | 7           | 0          | 9            | 1            | 0            | 0            | 45       | 6      | 7           | 0          |
| O. Magoni       | 34       | 1       | 7           | 1          | 8            | 0            | 0            | 0            | 42       | 1      | 7           | 1          |
| L. Malafronte   | 1        | 0       | 0           | 0          | 2            | 0            | 0            | 0            | 3        | 0      | 0           | 0          |
| Matuzalém       | 26       | 0       | 6           | 0          | 7            | 0            | 0            | 0            | 33       | 0      | 6           | 0          |
| S. Miceli       | 28       | 0       | 3           | 0          | 4            | 1            | 0            | 0            | 32       | 1      | 3           | 0          |
| L. Mondini      | 0        | 0       | 0           | 0          | 1            | -2           | 0            | 0            | 1        | -2     | 0           | 0          |
| N. Mora         | 24       | 1       | 7           | 1          | 6            | 0            | 0            | 0            | 30       | 1      | 7           | 1          |
| S. Nilsen       | 27       | 0       | 4           | 0          | 4            | 0            | 0            | 0            | 31       | 0      | 4           | 0          |
| M. Oddo         | 36       | 1       | 9           | 0          | 9            | 0            | 0            | 0            | 45       | 1      | 9           | 0          |
| A. Robbiati     | 20       | 2       | 1           | 0          | 9            | 2            | 0            | 0            | 29       | 4      | 1           | 0          |
| M. Russo        | 0        | 0       | 0           | 0          | 2            | 0            | 0            | 0            | 2        | 0      | 0           | 0          |
| A. Sbrizzo      | 6        | 0       | 1           | 0          | 4            | 0            | 0            | 0            | 10       | 0      | 1           | 0          |
| C. Scapolo      | 20       | 0       | 1           | 0          | 6            | 1            | 0            | 0            | 26       | 1      | 1           | 0          |
| G. Scarlato     | 9        | 0       | 1           | 0          | 5            | 1            | 0            | 0            | 14       | 1      | 1           | 0          |
| S. Schwoch      | 35       | 22      | 3           | 0          | 9            | 4            | 0            | 0            | 44       | 26     | 3           | 0          |
| R. Stellone     | 36       | 10      | 7           | 1          | 6            | 1            | 0            | 0            | 42       | 11     | 7           | 1          |
| E. Troise       | 13       | 0       | 3           | 0          | 2            | 0            | 0            | 0            | 15       | 0      | 3           | 0          |
| F. Turrini      | 29       | 3       | 5           | 0          | 7            | 2            | 0            | 0            | 36       | 5      | 5           | 0          |